# Central Point (Oregon)
Central Point – miasto w Stanach Zjednoczonych, w stanie Oregon, w hrabstwie Jackson.